# Compagnie française de la Mocupia
 (juillet 2017).
La Compagnie française de la Mocupia était une Société anonyme qui pratiquait l'extraction et le commerce de l'or dans le district de Caratal, région aurifère la plus riche du Venezuela. Les Mines de la Mocupia couvraient 655 hectares.